# تننا
تننا (به ژاپنی: 天和 Tenna) نام عصر ژاپنی در دوره ادو بود. این دوره بعد از انپو و قبل از جوکیو (دوره ادو) بود. این دوره از سپتامبر ۱۶۸۱ تا فوریه ۱۶۸۴ میلادی ادامه داشت. در این دوره امپراتور ریگن امپراتور ژاپن بود.